# Fraine
Fraine is een gemeente in de Italiaanse provincie Chieti (regio Abruzzen) en telt 435 inwoners (31-12-2004). De oppervlakte bedraagt 16,1 km², de bevolkingsdichtheid is 29 inwoners per km².

## Demografie
Fraine telt ongeveer 198 huishoudens. Het aantal inwoners daalde in de periode 1991-2001 met 12,1% volgens cijfers uit de tienjaarlijkse volkstellingen van ISTAT.
| Jaar | Inwoneraantal |
| ---- | ------------- |
| 1991 | 527           |
| 2001 | 463           |

## Geografie
Fraine grenst aan de volgende gemeenten: Carunchio, Castiglione Messer Marino, Roccaspinalveti.
Altino · Archi · Ari · Arielli · Atessa · Bomba · Borrello · Bucchianico · Canosa Sannita · Carpineto Sinello · Carunchio · Casacanditella · Casalanguida · Casalbordino · Casalincontrada · Casoli · Castel Frentano · Castelguidone · Castiglione Messer Marino · Celenza sul Trigno · Chieti · Civitaluparella · Civitella Messer Raimondo · Colledimacine · Colledimezzo · Crecchio · Cupello · Dogliola · Fallo · Fara Filiorum Petri · Fara San Martino · Filetto · Fossacesia · Fraine · Francavilla al Mare · Fresagrandinaria · Frisa · Furci · Gamberale · Gessopalena · Gissi · Giuliano Teatino · Guardiagrele · Guilmi · Lama dei Peligni · Lanciano · Lentella · Lettopalena · Liscia · Miglianico · Montazzoli · Montebello sul Sangro · Monteferrante · Montelapiano · Montenerodomo · Monteodorisio · Mozzagrogna · Orsogna · Ortona · Paglieta · Palena · Palmoli · Palombaro · Pennadomo · Pennapiedimonte · Perano · Pietraferrazzana · Pizzoferrato · Poggiofiorito · Pollutri · Pretoro · Quadri · Rapino · Ripa Teatina · Rocca San Giovanni · Roccamontepiano · Roccascalegna · Roccaspinalveti · Roio del Sangro · Rosello · San Buono · San Giovanni Lipioni · San Giovanni Teatino · San Martino sulla Marrucina · San Salvo · San Vito Chietino · Sant'Eusanio del Sangro · Santa Maria Imbaro · Scerni · Schiavi di Abruzzo · Taranta Peligna · Tollo · Torino di Sangro · Tornareccio · Torrebruna · Torrevecchia Teatina · Torricella Peligna · Treglio · Tufillo · Vacri · Vasto · Villa Santa Maria · Villalfonsina · Villamagna
1. ↑  https://demo.istat.it/?l=it.